# Stanisław Kulbicki
Stanisław Teodor Kulbicki (ur. 1 kwietnia 1902 w Serokomli, zm. wiosną 1940 w Charkowie) – kapitan piechoty Wojska Polskiego, kawaler Orderu Virtuti Militari, osadnik wojskowy, ofiara zbrodni katyńskiej.

## Życiorys
Urodził się w Serokomli, w powiecie łukowskim, w rodzinie Waleriana i Apolonii z Machczyńskich. Przed I wojną światową, w latach 1912–1914, uczęszczał do gimnazjum w Warszawie. W latach 1916–1918 uczył się w gimnazjum w Łukowie, ukończył wojskowe kursy maturalne w Wilnie. Od 1917 był członkiem Polskiej Organizacji Wojskowej. Po odzyskaniu niepodległości w 1918 roku wstąpił do Wojska Polskiego. W 1920 roku służył w 22 pułku piechoty, w szeregach którego walczył w wojnie polsko-bolszewickiej.
Po zakończeniu działań wojennych pozostał w wojsku. W 1921 roku ukończył kurs w Centrum Wyszkolenia Piechoty. Następnie został przydzielony do 2 pułku piechoty Legionów w Pińczowie. W 1927 roku został awansowany do stopnia porucznika piechoty ze starszeństwem z dniem 1 lipca 1927 roku. W październiku 1931 został przeniesiony do Szkoły Podoficerów Piechoty dla Małoletnich Nr 1 w Koninie. 22 lutego 1934 został mianowany na stopień kapitana ze starszeństwem z 1 stycznia 1934 i 108. lokatą w korpusie oficerów piechoty. W grudniu 1934 został przeniesiony do 22 pp w Siedlcach. W marcu 1939 nadal pełnił służbę w 22 pp na stanowisku dowódcy 4. kompanii.

W 1939 został przydzielony do Ośrodka Zapasowego 9 Dywizji Piechoty. W czasie kampanii wrześniowej – po agresji ZSRR na Polskę – w nieznanych okolicznościach wzięty do niewoli sowieckiej i przewieziony do obozu w Starobielsku. Wiosną 1940 został zamordowany przez funkcjonariuszy NKWD w Charkowie i pogrzebany potajemnie w bezimiennej mogile zbiorowej w Piatichatkach, gdzie od 17 czerwca 2000 mieści się oficjalnie Cmentarz Ofiar Totalitaryzmu w Charkowie. Figuruje na Liście Starobielskiej NKWD, pod poz. 1508.
5 października 2007 minister obrony narodowej Aleksander Szczygło mianował go pośmiertnie na stopień majora. Awans został ogłoszony 9 listopada 2007 w Warszawie, w trakcie uroczystości „Katyń Pamiętamy – Uczcijmy Pamięć Bohaterów”.

## Awanse
- podporucznik (1925)
- porucznik (1927)
- kapitan (1934)

## Ordery i odznaczenia
- Krzyż Srebrny Orderu Wojskowego Virtuti Militari nr 1304 (28 lutego 1921)[18]
- Krzyż Walecznych[19]
- Medal Niepodległości (2 sierpnia 1931)[20]
- Medal Pamiątkowy za Wojnę 1918–1921[2]
- Medal Dziesięciolecia Odzyskanej Niepodległości[2]